# تاندويس كوبوني
تاندويس أبراهام كوبوني (بالإنجليزية: Thanduyise Abraham Khuboni)‏ (مواليد 22 مايو 1986 في ديربان) لاعب كرة قدم جنوب أفريقي يلعب حاليا لصالح نادي غولدن أروز الجنوب الأفريقي .

## روابط خارجية
- تاندويس كوبوني على موقع الاتحاد الدولي (مؤرشف)  (الإنجليزية)
- تاندويس كوبوني على موقع قاعدة بيانات كرة القدم.إي يو (الإنجليزية)
- تاندويس كوبوني على موقع ناشيونال فوتبول تيمز (الإنجليزية)
- تاندويس كوبوني على موقع Soccerway.com (الإنجليزية)
- تاندويس كوبوني على موقع كووورة